# Robert Baron Lafrenière
Pour les articles homonymes, voir Robert Lafrenière et Lafrenière.
Robert Baron Lafrenière, né le 7 mars 1924 à Maskinongé, dans la région de la Mauricie, et mort le 27 novembre 2012 à Québec, est un avocat et ancien député fédéral du Québec.

## Biographie
Robert Lafrenière devient député du Parti progressiste-conservateur du Canada dans la circonscription fédérale de Québec—Montmorency en 1958. Il avait précédemment tenté d'être élu en 1957, mais il fut défait par le libéral Wilfrid Lacroix. 
Défait par le créditiste Guy Marcoux en 1962, il est à nouveau défait dans Montmagny—L'Islet et dans Charlesbourg respectivement par le libéral Jean-Charles Richard Berger en 1965 et par le libéral Pierre Bussières en 1979.